# Lewis Teague
Pour les articles homonymes, voir Teague.
Lewis Teague (né le 8 mars 1938 à Brooklyn, État de New York, États-Unis) est un réalisateur, monteur, acteur et directeur de la photographie américain.

## Filmographie

### Réalisateur

#### Cinéma
- 1974 : Dirty O'Neil (en)
- 1979 : Du rouge pour un truand (en)
- 1980 : L'Incroyable Alligator (Alligator)
- 1982 : Philadelphia Security (en)
- 1983 : Cujo
- 1985 : Cat's Eye
- 1985 : Le Diamant du Nil (The Jewel of the Nile)
- 1989 : Collision Course (en)
- 1990 : Navy Seals : Les Meilleurs (Navy Seals)
- 1991 : Wedlock

#### Télévision
- 1973 : Barnaby Jones (série télévisée)
- 1979 : Sloane, agent spécial ("A Man Called Sloane") (série télévisée)
- 1981 : Riker (en) (série télévisée)
- 1989 : Le Coup de Shannon (en) (TV) (Shannon's Deal)
- 1990 : Le Bluffeur (en) (pilote série télévisée)
- 1992 : T Bone et Fouinard (en) (TV) T Bone N Weasel
- 1994 : Dans l'œil de l'espion ("Fortune Hunter") (série télévisée)
- 1995 : OP Center (en) (TV)
- 1995 : Sauvé par la lumière (en) Saved by the Light (TV)
- 1997 : Justice League of America (en) (téléfilm) (TV)
- 1997 : Shérif Réunion (The Dukes of Hazzard: Reunion!) (TV)
- 2001 : Intime trahison (Love and Treason) (TV)
- 2001 : Triangle maudit (en) (The Triangle) (TV)

### Monteur
- 1974 : Forgotten Island of Santosha
- 1974 : Summer Run
- 1974 : Cockfighter
- 1975 : Crazy Mama

### Acteur
- 1970 : The Hard Road
- 1975 : La Course à la mort de l'an 2000 (Death Race 2000) de Paul Bartel : Toreador
- 1976 : Hollywood Boulevard d'Allan Arkush : Party Guest

### Directeur de la photographie
- 1970 : Bongo Wolf's Revenge